# Atos
Atos er en international IT-virksomhed med hovedsæde i Bezons, Frankrig, som er noteret på NYSE Euronext Paris Market  Arkiveret 19. juni 2013 hos  Wayback Machine. Virksomheden arbejder inden for IT-rådgivning og -services, og forestår blandt andet udliciterede offentlige tjenester i en række forskellige lande. Ud over at levere teknologitjenester og betalingsservices gennem datterselskabet Worldline, tilbyder Atos IT-services inden for Consulting & Technology Services samt Systems Integration, Managed Services & BPO. Atos opererer under varemærkerne Atos, Atos Consulting & Technology Services, Worldline og Atos WorldGrid  Arkiveret 19. juni 2013 hos  Wayback Machine.
Atos er i centrum for kontroverser i Storbritannien med regeringen, efter at den rejste bekymringer om kvaliteten af Atos arbejde.

## Historie
Atos er i øjeblikket nummer 8 på verdensmarkedet inden for IT-tjenesteydelser og nummer 2 på det europæiske marked efter IBM  Arkiveret 6. december 2013 hos  Wayback Machine. Virksomheden beskæftiger cirka 77.000 mennesker i 48 lande, hvoraf hovedparten er i Frankrig, Tyskland, Holland, Spanien, Storbritannien, Indien og Marokko.
Selskabet blev dannet i 1997 gennem en fusion af to franske IT-virksomheder og blev i 2000 omdannet til Atos Origin. Efterfølgende opkøbte Atos KPMG Consulting i 2002 samt SchlumbergerSema i 2004.
I 2010 annoncerede Atos Origin et opkøb af Siemens IT Solutions and Services og afsluttede overtagelsen i juli 2011. Efterfølgende skiftede firmaet navnet tilbage til Atos igen  Arkiveret 19. april 2015 hos  Wayback Machine.
I 1996 blev Origin BV oprettet efter en fusion af det hollandske selskab BSO og Philips C&P (Kommunikation & Proces-afdelingen), mens Atos et år senere blev oprettet efter en fusion af de franske virksomheder Axime og Sligos .
Atos Origin solgte i 2001 sine nordiske aktiviteter til WM-data. I 2002 gjorde Atos et stort opkøb ved at købe KPMG Consulting i Storbritannien og Holland. I 2004 overtog Atos SchlumbergerSema og overtog infrastrukturen i ITELLIUM, et datterselskab af KarstadtQuelle  Arkiveret 4. november 2013 hos  Wayback Machine.
Samtidig oprettede firmaet et nyt datterselskab, Atos Worldline, og omdøbte sine rådgivningsaktiviteter til Atos Consulting. Atos Origin Australien, der stammer fra Philips, blev ligeledes solgt til Fujitsu i år 2004. I 2005 solgte Atos Origin sine aktiviteter i norden til WM-data, mens de i 2006 solgte aktiviteter i Mellemøsten til lokale aktører.
I august 2010 opkøbte Atos Origin det indiske betalingsselskab Venture Infotek. I december 2010 erhvervede Atos Origin ligeledes et datterselskab af Siemens for 850 millioner euro . Som en del af transaktionen tog Siemens en 15 pct. ejerandel i det udvidede Atos.
Atos Origin lavede en navneændring i juli 2011 efter at have afsluttet sin erhvervelse af Siemens enheden, og de fjernede dermed ’Origin’ .
I november 2011 dannede Atos og softwareudbyderen UFIDA International Holdings et joint venture kaldet Yunano. Atos er i besiddelse af 70 pct. af forretningen, mens UFIDA holder de resterende 30 pct. Det nye joint venture har sit hovedkvarter i Bezons, i nærheden af Paris, Frankrig . I 2012 annoncerede Atos oprettelsen af et nyt selskab kaldet Canopy  Arkiveret 15. december 2013 hos  Wayback Machine. Den administrerende direktør er Jacques Pommeraud.
I 2011 introducerede Atos deres e-mail initiativ kaldet Zero Email  Arkiveret 5. december 2013 hos  Wayback Machine, som går imod e-mail som en form for intern kommunikation, undtagen til brug med kunder. Som en del af dette initiativ overtog Atos det franske software firma blueKiwi i begyndelsen af 2012 og udrullede deres ZEN social networking software på tværs af organisationen .

## Atos i Danmark
Atos er ligeledes aktiv i Danmark, hvor de tilbyder løsninger inden for blandt andet IT-industrien. Senest har Atos vist interesse inden for sygesikringsløsninger til regioner og kommuner  og konsulentaftaler .
Eksport Kredit Fonden (EKF) oplyste i slutningen af 2012, at Atos var valgt som udbyder på en aftale om drift, support og vedligehold af EKF’s IT-platform med e-mail og grænseflader til EKF’s øvrige forretningssystemer samt eksterne grænseflader  Arkiveret 11. december 2013 hos  Wayback Machine.